# Chiesa di San Leonardo (Povoletto)
La chiesa di San Leonardo si trova a Bellazoia, frazione del comune di Povoletto in provincia ed arcidiocesi di Udine; essa fa parte della forania della Pedemontana.

## Storia
La chiesa, di origini trecentesche, fu ampiamente rimaneggiata nel XVII secolo. 
L'aula, dal soffitto con travatura a vista, costituisce la parte originaria della costruzione trecentesca.
Nel XVII secolo sono stati aggiunti l'abside quadrata dalle vele centinate, leggermente più alta rispetto all'aula, e il portico aperto su tre lati da archi a tutto sesto. Sul colmo della facciata è posta la monofora campanaria. 
Sul fianco destro della chiesa si aprono due finestre ogivali, mentre sul lato sinistro vi è una sola ampia apertura a tutto sesto.

## Interno

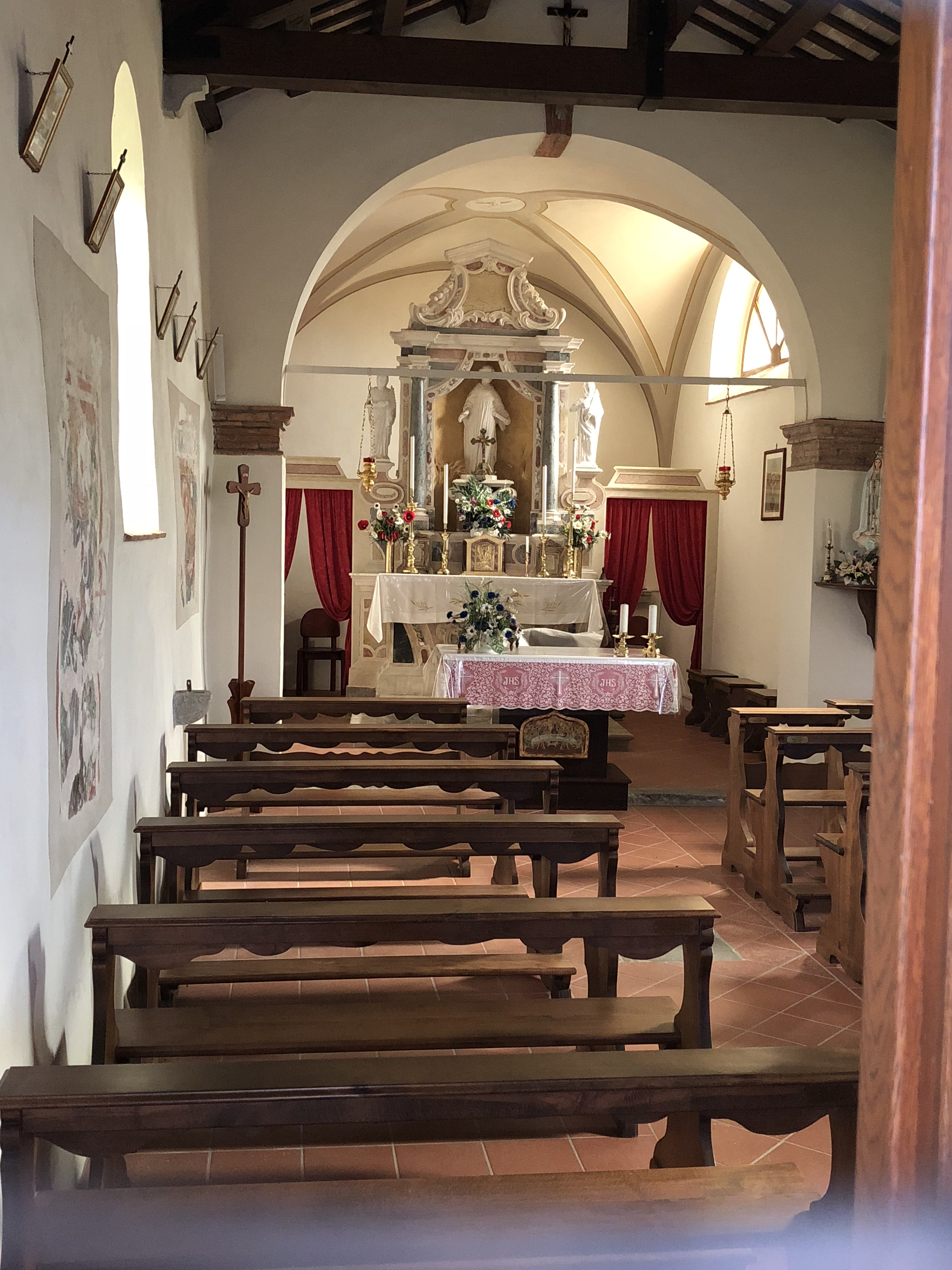
Interno della chiesa

Sulla parete sinistra è ancora visibile un lacerto di affresco raffigurante la Madonna con Bambino della fine del XIV secolo, inizio XV secolo. Accanto vi è la figura di San Leonardo, unica testimonianza degli affreschi quattrocenteschi che adornavano l'aula.
L'altare, con la parte inferiore in muratura e quella superiore in marmo, è probabilmente settecentesco e sostituisce l'originario altare ligneo eseguito dal pittore e intagliatore Bernardino Diana nel Cinquecento.